# Andrew Niccol
Andrew M. Niccol (n. 10 iunie 1964, Paraparaumu, Noua Zeelandă) este un scenarist, producător și regizor neo-zeelandez. Este căsătorit cu Rachel Roberts.

## Filmografie
| An   | Film            | Menționat ca | Menționat ca | Menționat ca |
| An   | Film            | Regizor      | [Producător  | Scenarist    |
| ---- | --------------- | ------------ | ------------ | ------------ |
| 1997 | Gattaca         | Da           |              | Da           |
| 1998 | The Truman Show |              | Da           | Da           |
| 2002 | S1m0ne          | Da           | Da           | Da           |
| 2004 | The Terminal    |              | Da           | Story        |
| 2005 | Lord of War     | Da           | Da           | Da           |
| 2011 | In Time         | Da           | Da           | Da           |
| 2013 | The Host        | Da           |              | Da           |
| 2015 | Paani           |              |              | Da           |